# پوهوری نا شوماوی
پوهوری نا شوماوی (به چکی: Pohoří na Šumavě) یک منطقهٔ مسکونی در جمهوری چک است که در Pohorská Ves واقع شده‌است. پوهوری نا شوماوی ۲۶٫۳۷۶ کیلومتر مربع مساحت و ۲ نفر جمعیت دارد و ۹۱۰ متر بالاتر از سطح دریا واقع شده‌است.